# 江田島町大須
江田島町大須（えたじまちょうおおず）は、広島県江田島市の地名。

## 地理
江田島の北岸にあり、そのうちの西端である。海岸沿いに東へ行くと幸ノ浦がある。
北岸は古鷹山などによって江田島の南部と隔てられている。このため、吉浦、天応、坂町や似島といった海で隔てられた地域とも交流が多かった。

## 歴史
宝永7年（1710年）9月に初めて江田島全島の地図が成った。この地図では現在の大須にあたる場所には何も描かれておらず、この頃にはまだ人家などは無かったと考えられる。
現在の大須の地が拓かれたのは延享2年（1745年）3月のことである。鷲部の勘兵衛という人物が庄屋に願い出てコウゾ畑を拓き、「大大須」と名付けた。
『文化度国郡志』によれば文化12年（1815年）時点で大須と差須浜は本浦（現在の江田島町中央の一部）の枝郷であったという。
1889年4月に町村制が実施されて江田島村が成立し、大須もこれに属した。村内は大須を含む12区に分けられ、各区に区長と区長代理が置かれた。初等教育機関について、しばらくは切串の学校の分校が置かれていたが、1891年4月に独立して大須にも小学校が設けられた。
1945年9月17日の枕崎台風による豪雨では大きな被害を受けた。1945年の夏は多雨であったことに加え、森林の伐採や砲台建設に伴う地形の改変が被害を大きくしたという指摘がある。大須における被害は死者48人、負傷者20人、流失、全半壊、埋没家屋および納屋合わせて59戸、流失または土砂浸入した土地20町歩であった。その後も10月10日（阿久根台風）など時々大雨があったという。
明治以来の戦死者、広島市への原子爆弾投下による死者、枕崎台風に伴う水害による死者のため、1969年9月に住民によって大須集落の北に慰霊碑が建立されている。
1946年9月の町村制の改正で村の下に置かれた区は廃されたが、区名は残った。1947年8月に役場の出張所が設けられた。1951年10月1日から江田島村は江田島町となった。
大須では江田島町の他集落に比べて道路、港湾、生活用水などの整備が遅れていたが、離島振興法の下で社会基盤の整備が進められた。江田島町が各所に陳情を行い続けた結果、1964年に幸ノ浦、津久茂と共に離島振興対策実施地域に指定された。行われた事業は大須農道（1965–1973年）、大須簡易水道（1969–1970年）、大須小学校（1978年落成）、江田島町一周道路（1979年開通）、大須港（1979年着工）、海岸保全などである。1973年の早瀬大橋開通や島内の道路整備によって隔絶性が解消されたとして1980年に指定は解除された。
1964年と1978年の2度、山林が大規模な火災に見舞われている。1964年8月には大須地区の雑木林から出火し、約29時間半に亘って燃え続けた。大須山、大原山の大半を焼失し、焼失面積92ヘクタール、被害額約2,000万円に上った。1978年6月には異常乾燥注意報が発令される中、宮ノ原地区の水田で枯れ草を焼いていたところから山林に燃え移り、44時間あまり燃え続けた。江田島町林野火災などと呼ばれるこの火災では江田島町の山林の約8割にあたる1,000ヘクタールが焼失した。大須山にも燃え広がったほか、配電線の焼損により大須地区含む江田島北岸の1,500戸が停電した。火災後の復興では、森林の復旧や、防火帯を兼ねた林道の整備が行われている。
江田島町は1985年から行財政改革として行政の簡素化を図った。この中で大須保育所は切串保育所に統合された。また、大須出張所長は他の施設職員と兼職とされた。
江田島町では19000以上の地番があり、配達の際に分かりづらい状態であったため、住居表示が実施された。かつての区を基本に名称や区域が決められた。大須では1993年11月に説明会が行われ、1997年2月24日に住居表示が実施された。
2004年11月1日、江田島町外3町が合併して江田島市が誕生した。江田島町「大須」は江田島市「江田島町大須」に引き継がれた。

### 人口
| 年     | 世帯数  | 人口  |
| ------ | ------- | ----- |
| 1930年 | 102戸   | 527人 |
| 1946年 | 132世帯 | 556人 |
| 1985年 | 142世帯 | 463人 |
| 1995年 | 127世帯 | 388人 |
| 2000年 | 121世帯 | 341人 |
| 2005年 | 114世帯 | 295人 |
| 2010年 | 104世帯 | 259人 |
| 2015年 | 93世帯  | 195人 |
| 2020年 | 83世帯  | 152人 |

## 教育

### 太平洋戦争までの初等・中等教育
1875年3月、切串に切串小学校の前身となる開進舎が設けられて、後に大須に分校が設けられた。この分校について詳しいことはわかっていない。
1891年4月30日、切串簡易小学校大須分教室が廃されて大須尋常小学校が大須説教堂に設けられた。開校当時は本科3年、補習科1年であった。間借りでは利便性や衛生上の問題があったことから1898年に江田島村長と有志の支出により校舎を新たに建て、4月30日に新校舎へ移った。また、小学校令の改正に先立って同年に修業年限が4年に改められた。1900年の小学校令の改正後、1901年3月、9月、翌年2月と繰り返し父兄談話会を開き、就学義務の徹底を図った。また、1905年6月に戸別に訪問したという記録もある。その後更に小学校令が改正され、1908年4月には義務教育期間が6年間に延びた。しかし財源不足により校舎や校具の整備は遅れ、校舎の拡張までは午前と午後に分けた二部教授が行われた。1909年6月に新教室を建て増し、1910年には運動場の工事が終わった。
| 年度 | 学齢児童数 | 就学児童数 | 就学率 (%) |
| ---- | ---------- | ---------- | ---------- |
| 1898 | 74         | 45         | 60.08      |
| 1899 | 79         | 68         | 86.08      |
| 1900 | 80         | 60         | 75.00      |
| 1901 | 92         | 64         | 69.57      |
| 1902 | 93         | 63         | 67.74      |
| 1903 | 88         | 62         | 70.45      |
| 1904 | 101        | 92         | 91.09      |
| 1905 | 113        | 99         | 87.61      |
| 1906 | 118        | 117        | 99.15      |
| 1907 | 123        | 122        | 99.19      |
| 1908 | 130        | 129        | 99.23      |
| 1909 | 139        | 137        | 98.56      |

1898年度から1909年度までの大須尋常小学校における児童数と就学率は表の通りである。1898年度の児童数は45人で、学級数は1であった。1908年度は第3、4、5学年を第1学級、第1、2学年を第2学級としていた。1910年度の児童数は114人で、学級数は2、職員数は2であった。
1911年には実業補習学校を併置した。
その後も大須尋常小学校の児童数は増加し、1917年に校舎を拡げて3学級とした。この工事は9月10日に着手して12月19日に完了している。また、教員の待遇改善のため、1919年に教員住宅を建てた。
小学校は1927年3月6日に新校舎の工事を終え、1928年4月に高等科を併置して大須尋常高等小学校となった。1929年には校長住宅を移転している。1933年6月1日時点の児童数は尋常科92人、高等科26人の計118人であった。
1927年から1934年にかけて江田島村の各小学校に青年訓練所が併置された。1933年3月時点で大須青年訓練所には21人が属していた。1935年4月、青年学校令により実業補習学校と青年訓練所を併せて青年学校が設けられた。1939年に男子の青年学校就学が義務化されている。1944年4月には江田島村の青年学校が統合されて江田島青年学校が発足し、男子は仮校舎の江田島公会堂を、女子は補習科として各小学校を使用する形になった。
尋常高等小学校は1941年4月、国民学校令により大須国民学校となった。

### 太平洋戦争までの社会教育
社会教育関係団体は明治末期から大正初期にかけて起こった。1904年に「大須青年夜学会」が開設された。1909年1月に「大須区青年会」が発足し、2月28日に連合体である「江田島村青年会」が結成された。青年会の活動の一例として、安芸郡私立教育会の巡回文庫を利用している。また、就学率及び出席率の向上を目的にしたと思われる「母ノ会」、「幼稚会」（4歳以上6歳未満）があった。
青年団体は1916年に、各区に青年会を設けて村全体で連合体を作る組織から、村全体で1つの青年団を設けて各小学校区に分団を置く組織に改めた。大須小学校区では西部分団と称した。

### 太平洋戦争後の初等・中等教育
1945年9月の枕崎台風に伴う土石流で大須国民学校の校舎が流失した。一時、幸ノ浦の陸軍海上挺進戦隊兵舎を使って授業を行った。1946年4月には校舎建設委員会を立ち上げ、同兵舎の資材を使って木造2階建ての新校舎を建てた。1947年3月10日に工事を終え、8月に新校舎の利用を始めた。1946年2月時点では大須と幸ノ浦を学区とし、学齢児童数は141人だった。学制改革により1947年4月1日に大須小学校となった。
同時に切串と大須の小学校区を以て切串中学校が設けられた。校舎は新制中学校の発足に間に合わず、2年後の1949年4月1日に新校舎が落成、さらに2年半後の1951年10月7日に増築が竣工した。
1971年12月12日に大須小学校80周年記念式を挙げた。1973年の大須農道の開通までは交通が不便で、教職員には僻地手当が支給されていた。1968年5月時点で大須小学校の児童数は73人、学級数は5、職員数は7であった。
離島振興法の下で大須小学校の鉄筋コンクリート造の3階建ての新校舎が建てられた。1978年2月23日に落成式を行っている。
江田島市の学校を再編する方針により2006年、大須小学校は切串小学校に統合された。大須の児童は遠距離通学をすることになるため、江田島市はスクールバスを導入した。2007年度時点では登校のため1便、下校のため3便運行し、途中4箇所に停車する。

## 社会福祉
集会所として大須コミュニティホームがある。1980年3月1日に落成式が行われた。また、廃校となった大須小学校が大須老人集会所として利用されている。
江田島町立大須保育所があった。木造平屋を建てて1954年4月から保育を開始した。1981年4月時点で児童数23人、保母数3人であった。1985年以降の行政の簡素化の一環で切串保育所に統合された。

## 交通
1973年5月に全線舗装された大須農道が開通した。
江田島町道幸ノ浦～大須線が1979年に開通し、江田島の一周道路が完成した。9月8日に大須で開通式を行っている。

### 乗合タクシー
切串・小用方面とを結ぶ予約型乗合タクシー「おれんじ号江田島北部線」と乗合タクシー「江田島北部朝夕便」が運行されている。江田島タクシーが運行を担当している。
2010年1月時点で大須には「大須桟橋」「大須公園前」の2つの停留所が設けられ、江田島市の第三セクターである江田島バスによって切串・小用方面とを結ぶ路線が運行されていた。しかし、大須二丁目などバス路線から離れ公共交通を利用できない集落があることやバスの発着時刻と航路の発着時刻が噛み合わず不便であることが指摘されていた。これらの解消を目指して江田島市は予約型乗合タクシーの試験運行を行った。初め、期間は2010年10月から半年、運行は週2日に1日4往復、運賃は1回乗車につき300円、予約は前日までとして、大須と切串を結ぶ江田島町北部地区と沖美町地区で運行を開始した。2011年4月には運行を継続するとともに週3日に1日5往復への増便、予約は1時間前までとする変更を行った。2012年4月に大須港と広島港を結ぶフェリー航路が廃止されることから切串港へ行ける便を増やし、更に小用 - 切串 - 大須の路線バスをすべて休止して予約型乗合タクシーに置き換えた。
2011年10月時点で当初定めた利用者数の目標には届いていないものの、2011年4月、2012年4月の改善でそれぞれ利用者は増えたと報告されている。

### 海上交通
大須港は江田島町が管理する港湾として1979年から整備が進められ、防波堤、ふ頭用地、浮桟橋などが建設された。

## 産業

### 農業
大須では耕作できる土地が少なく、船で畑に出ていたという。この船は農船と呼ばれ、古くは伝馬船、後に焼玉エンジンを付けた船が使われた。伝馬船の頃は切串から津久茂の西海岸にかけての範囲に農地があり、焼玉エンジンを導入してからは能美島や那沙美島まで出て開拓をしたという。
農道の整備が進むと、農船から自動車に移行するようになった。大須では小型特殊自動車免許の出張試験が行われたという。

## 通信
1953年8月に大須簡易郵便局が設けられた。
1957年3月に公衆電話が架設された。
光回線については江田島市による整備の推進により、2014年7月から利用できるようになった。

## 水道
離島振興計画に基づき、1970年に大須簡易水道が布設された。
大須簡易水道は江能水道から分水することで給水した。江能水道は太田川の戸坂取水場を水源とし、呉市天応町で分水して海底導水管を通じて江田島と能美島に生活用水を供給する水道で、1965年に完成したものである。
当初は江田島町が大須簡易水道を管理していたが、維持管理の問題から1978年10月に江能水道企業団に移管された。その後も一部事務組合の統合により1989年4月に江能広域事務組合に、市町村合併により2011年4月に江田島市企業局に、広島県の水道広域化により2023年4月に広島県水道広域連合企業団に移行している。

## 神社・仏閣
大須荒神社
天保初期に建てられたという。創建当時は木仏3体が祭られていたと伝わる。明治初期には現在と同じ宇賀魂神を祭神として、5月1日と旧暦9月15日に例祭が行われていた。1909年頃、宮守の家の敷地内に遷された。1925年に江田島本浦明神を買って御殿とし、元の場所に遷した。その時に中門と拝殿を造営した。その後、1945年にアナジ沖で撃沈された摂津の艦内神社と差須浜荒神社を併祀している。
差須浜荒神社
文久年間に創建されたという。昭和初期に飛岩山に遷された。その後、大須荒神社に合祀された。
大須説教場
1885年7月建立。1977年幸ノ浦に説教場が建立されたことをきっかけに建立の話が持ち上がり、江田島村内の教法寺の住職によって実現した。以来、教法寺の住職が主管する。安芸郡大屋村の家を買って材料とし、オリヤなどと呼んだ。また、西本願寺から尊形を申し受けた。
1896年時点では大須江ノ口大須共有地にあったが、後に移転している。1909年に改築した。1981年に本堂内陣を修理した。
法令によって一時期名称などが変更されていた。教院教会所等取締り法に基づき、1896年に広島県知事に説教所として認められる。宗教団体法に基づき、1942年に大須教会と称する。1948年に寺号「法信寺」を持つ。宗教法人法に基づき、1953年に宗教法人教法寺の説教所となる。

## 天然記念物
大須の大マツ
かつて民家の庭に高さ23メートル、根廻り4.3メートルのクロマツがあり、1975年4月に広島県の天然記念物に指定された。しかし、同年松くい虫により枯死し、11月17日に伐採された。1976年6月に指定が解除されている。年輪が230あまりあり、大須が拓かれた延享2年（1745年）頃に植えられたと伝わることと整合するとする説や、樹齢350年であるとする説がある。

## 伝説
油石
差須浜の西に油のような水が流れ出る大岩がある。これは、宮島さんが江田島に来て岩の上で頭髪を梳っていたところ、キジの鳴き声に驚いて油徳利を壊したからであるとする伝説がある。キジの鳴き声が嫌いであった宮島さんはその後宮島に渡ったとされる。
飛岩
差須浜の山の中腹に積み上げたように見える岩がある。これは、山の上から飛んできたのであり、このことに由来して飛岩と呼ばれるようになったとする伝説がある。